# 각가
각가(覺伽, ?~?)는 백제의 귀족이자, 관료이다.

## 생애
660년, 나당연합군이 백제 사비성을 공격하려하자, 백제의 왕자인 부여융의 명을 받고 당나라 진영으로 가서 당나라 장수인 소정방(蘇定方)에게 퇴군을 요청하는 의자왕의 글을 전했다. 하지만 소정방은 글을 읽지 않고 국서를 찢어 이를 거절했다.